# Real Jardim Botânico de Edimburgo
Jardim Botânico Real de Edimburgo (em inglês: Royal Botanic Gardens Edinburgh)  é uma instituição científica e uma atração turística. Foi fundado em 1670 como um jardim para o cultivo de plantas medicinais, utilizadas  pelos médicos como  remédios  nos séculos anteriores ao século XX. Atualmente está localizado em quatro  diferentes regiões da Escócia: Edimburgo, Dawyck, Logan  e Benmore – cada uma delas com suas coleções especiais de plantas. É membro da  "Botanic Gardens Conservation International" ( BGCI), e seu código internacional é  E.

## Localização
O Jardim botânico de Edimburgo inicialmente estava localizada em Holyrood, posteriormente foi para Leith  e, desde 1820,  está localizado em Inverleith. É um lugar muito popular entre os residentes locais, principalmente entre as famílias jovens, que utilizam o local para caminhar. Os  locais se referem ao jardim botânico, como "The Botanics".
O Real Jardim Botânico de Edimburgo  (RBGE)  é um organismo público, financiado principalmente pelo executivo escocês. É uma entidade filantrópica registrada, administrada por um grupo de pessoas designadas pelos ministros. Seu objetivo é a de "explorar e explicar o mundo das plantas" e suas funções principais são as de ser um centro de excelência científica e hortícola, de ser o encarregado pela conservação das coleções nacionais de plantas e ser o promotor da ciência no âmbito público.
Os jardins possuem várias estufas e entre elas a de maior altura na Grã-Bretanha.

## Coleções
Este jardim possui 17.858 taxas de plantas cultivadas. As plantas estão divididos em agrupamentos. Entre eles:
- Jardim escocês
- Arboretum
- Muro de turfa
- Jardim rochoso
- Ladeira chinesa
- Alpinum
- As estufas
- Jardim comemorativo da  Rainha-mãe